# Hannivka
Hannivka (în ucraineană Ганнівка) este o așezare de tip urban din orașul regional Breanka, regiunea Luhansk, Ucraina. În afara localității principale, nu cuprinde și alte sate.

## Demografie
Componența lingvistică a așezării de tip urban Hannivka
     Ucraineană (89,42%)
     Rusă (9,19%)
     Alte limbi (0,28%)
Conform recensământului din 2001, majoritatea populației așezării de tip urban Hannivka era vorbitoare de ucraineană (89,42%), existând în minoritate și vorbitori de rusă (9,19%).